# Baltasar Moscoso y Sandoval
Baltasar Moscoso y Sandoval, španski rimskokatoliški duhovnik, škof in kardinal, * 9. marec 1589, Santiago de Compostela, † 17. september 1665.

## Življenjepis
2. decembra 1615 je bil povzdignjen v kardinala.
Leta 1616 je prejel duhovniško posvečenje.
29. aprila 1619 je bil imenovan za škofa Jaéna in 25. julija istega leta je prejel škofovsko posvečenje.
28. maja 1646 je bil imenovan za nadškofa Toleda.